# Extruze

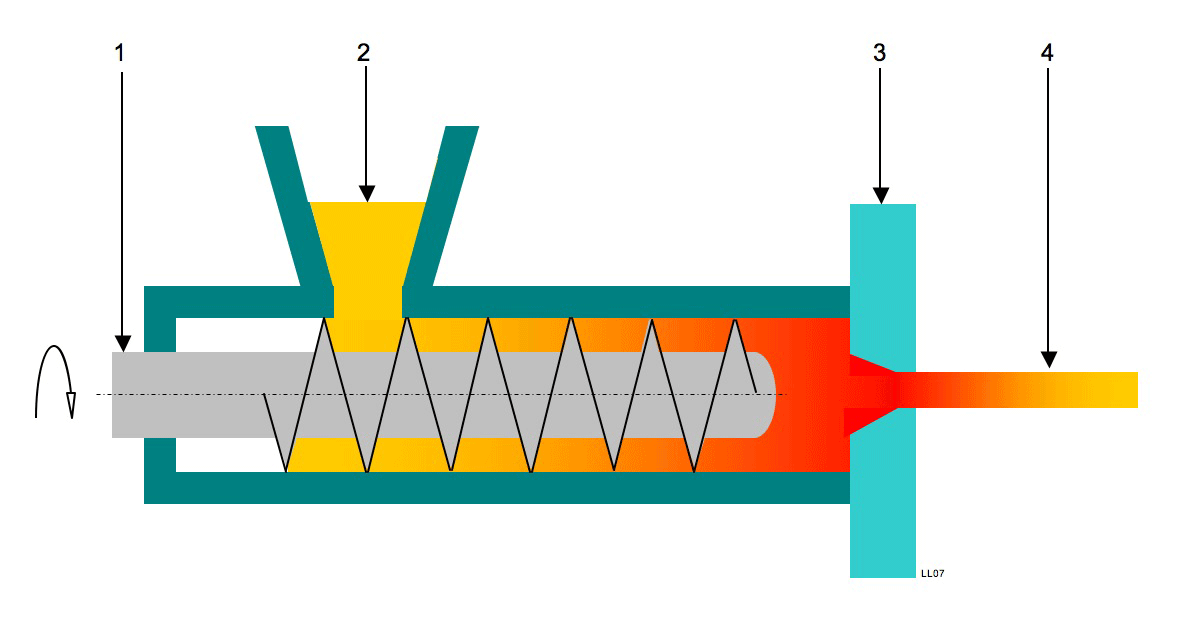
Základní princip procesu extruze

Jako extruze (česky vytlačování) se obecně nazývá jakýkoli proces, ve kterém dochází k protlačování materiálu přes matrici. Podle účelu použití může extruze probíhat za různých podmínek z hlediska teploty, tlaku, atd.; pro každý účel se používá jiný druh extrudéru.
Extruze se nejčastěji používá v těchto odvětvích:
- v metalurgii pro výrobu profilů, nejčastěji z lehkých kovů, ale i z oceli,
- při zpracování plastů, kdy je za pomoci teploty a tlaku původní materiál (např. plastový granulát) roztaven, za pomoci šneku a matrice je vytlačen (extrudován) do výsledného tvaru nebo vstřikován do formy,
- při výrobě potravin, např. kukuřičných lupínků, cereálií, makarónů, atd.,
- při výrobě krmiv – typickým příkladem jsou psí granule, krmivo pro ryby nebo extruze sóji jako šetrný způsob tepelného zpracování,

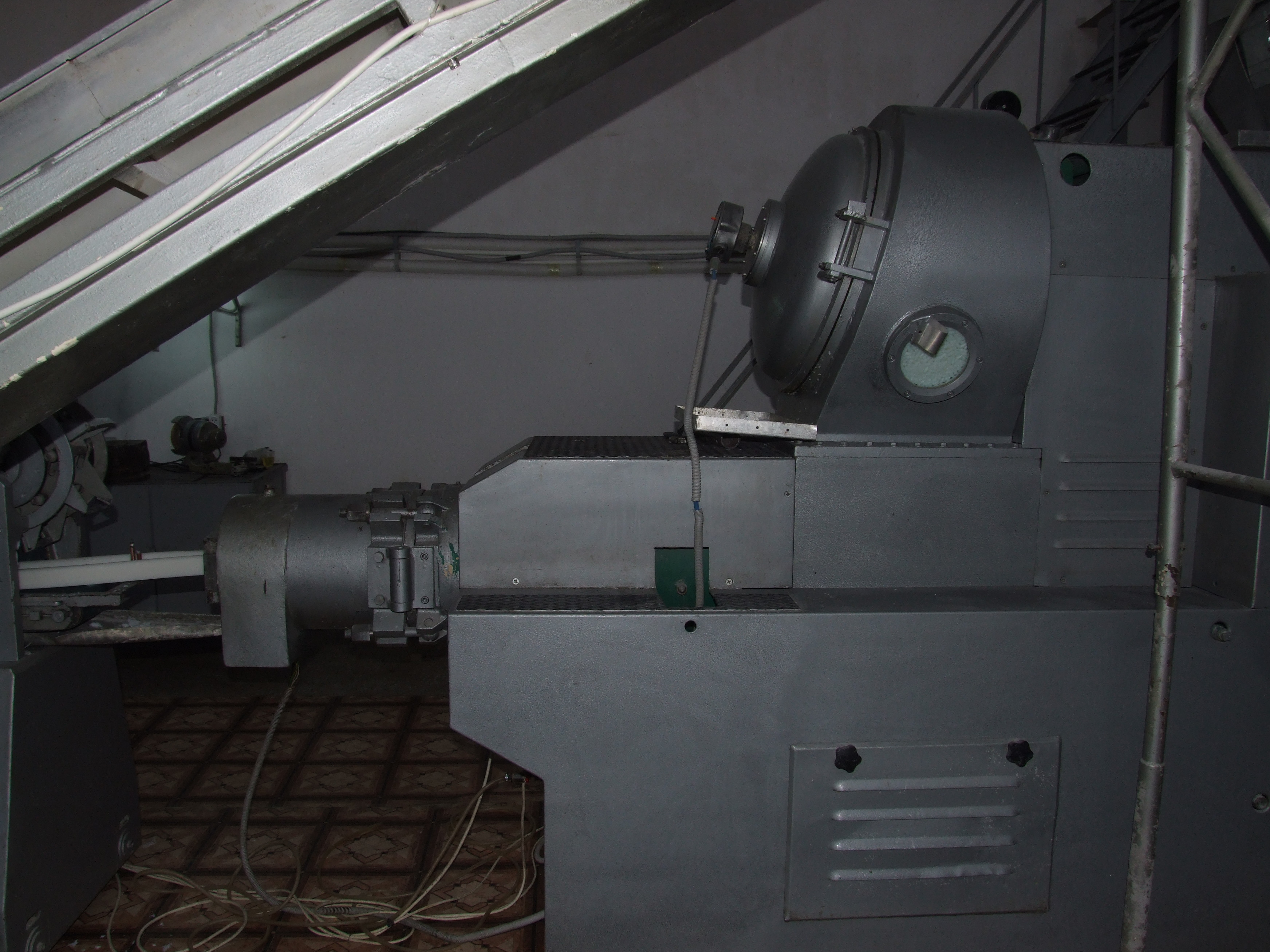
Extrudér pro výrobu mýdla z granulátu

- při výrobě mýdla – mýdlový granulát se pomocí extrudéru protlačuje skrz matrici, čímž získá soudržnost, dále se dotvaruje do výsledného tvaru,

- při výrobě keramiky a cihlářských výrobků,
- při výrobě pelet a briket z biomasy,
- při výrobě léčiv.

## Extruze v metalurgii

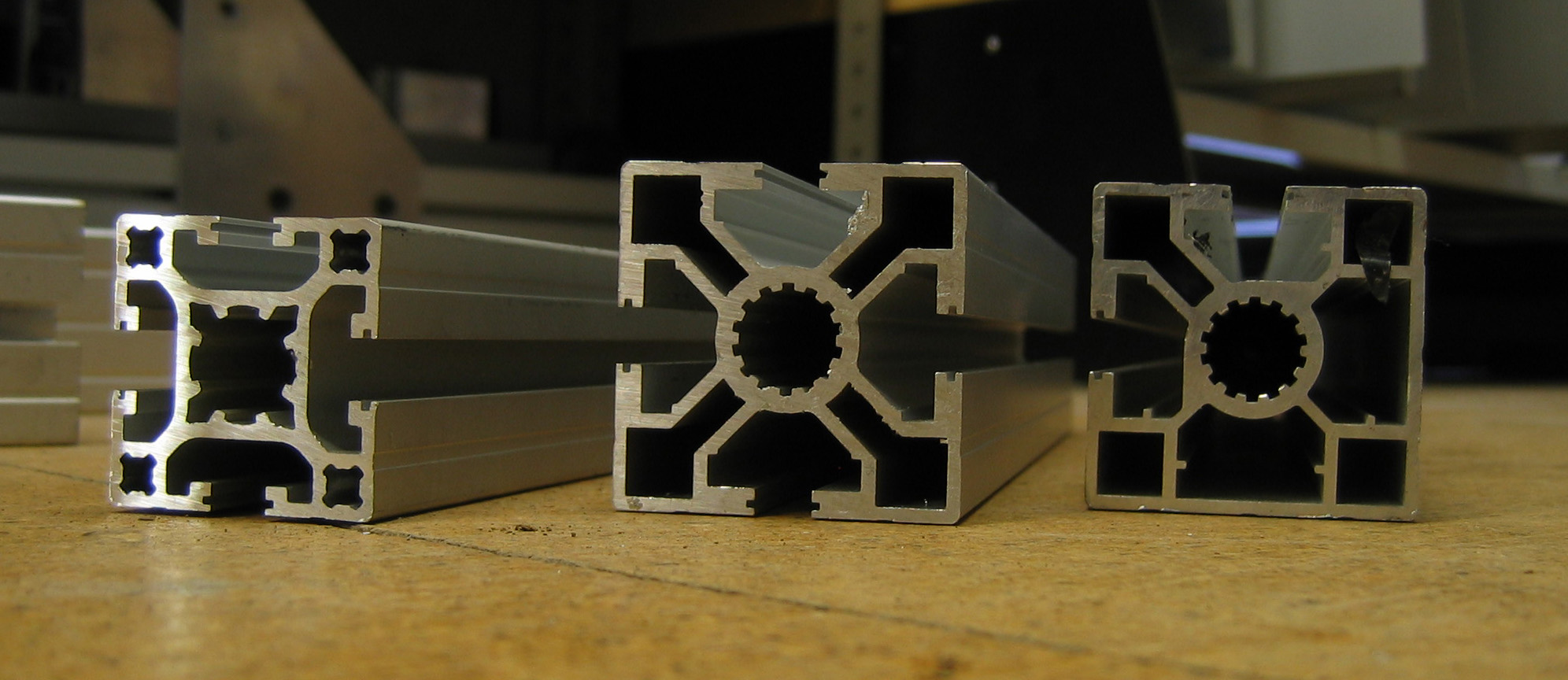
Extrudované hliníkové profily

Extruze se používá pro vytvoření profilů s daným průřezem. Výhodou tohoto procesu je schopnost vytvořit profily i se značně složitým průřezem a schopnost zpracovat materiál, který je křehký, protože při extruzi je materiál namáhán jen na tlak a střih. Výsledné profily mají vynikající kvalitu povrchu.
Extruze může být kontinuální (teoreticky je možné vytvořit nekonečnou délku výrobku) nebo polokontinuální, kdy se vyrábějí jednotlivé kusy s omezenou délkou. Materiál je možné zpracovávat za tepla nebo za studena. Zvláštním postupem je možné vytvořit i profily s otvorem.

### Extruze kovů za tepla
Extruze za tepla je proces, který využívá teplotu nad teplotou rekrystalizace daného materiálu, čímž se předchází zakalení materiálu a současně se usnadňuje protlačení materiálu přes matrici. Extruze za tepla se ve většině případů provádí na vodorovných hydraulických lisech s pracovní silou od 230 do 11 000 tun. Vznikají tlaky v rozsahu 30–700 Mpa, proto se používá mazání matrice, a to olejem nebo grafitem při nižších teplotách extruze nebo skleněným práškem při vyšších teplotách. Nevýhodou tohoto procesu jsou vysoké pořizovací a udržovací náklady na strojní vybavení.

### Extruze kovů za studena

Schéma extrudéru pro výrobu plastů

Extruze za studena se provádí za pokojové teploty nebo v její blízkosti. Výhodou oproti extruzi za tepla je to, že nedochází k oxidaci, výrobek má vyšší pevnost, dosahuje se přesnějších tolerancí, je lepší kvalita povrchu.
Za studena se běžně extruzí zpracovávají následující materiály: olovo, cín, hliník, měď, zirkonium, titan, molybden, berylium, vanad, niob a ocel. Příkladem výrobků jsou např. pláště hasicích přístrojů, válce automobilových tlumičů nebo polotovary pro ozubená kola.

## Extruze plastů

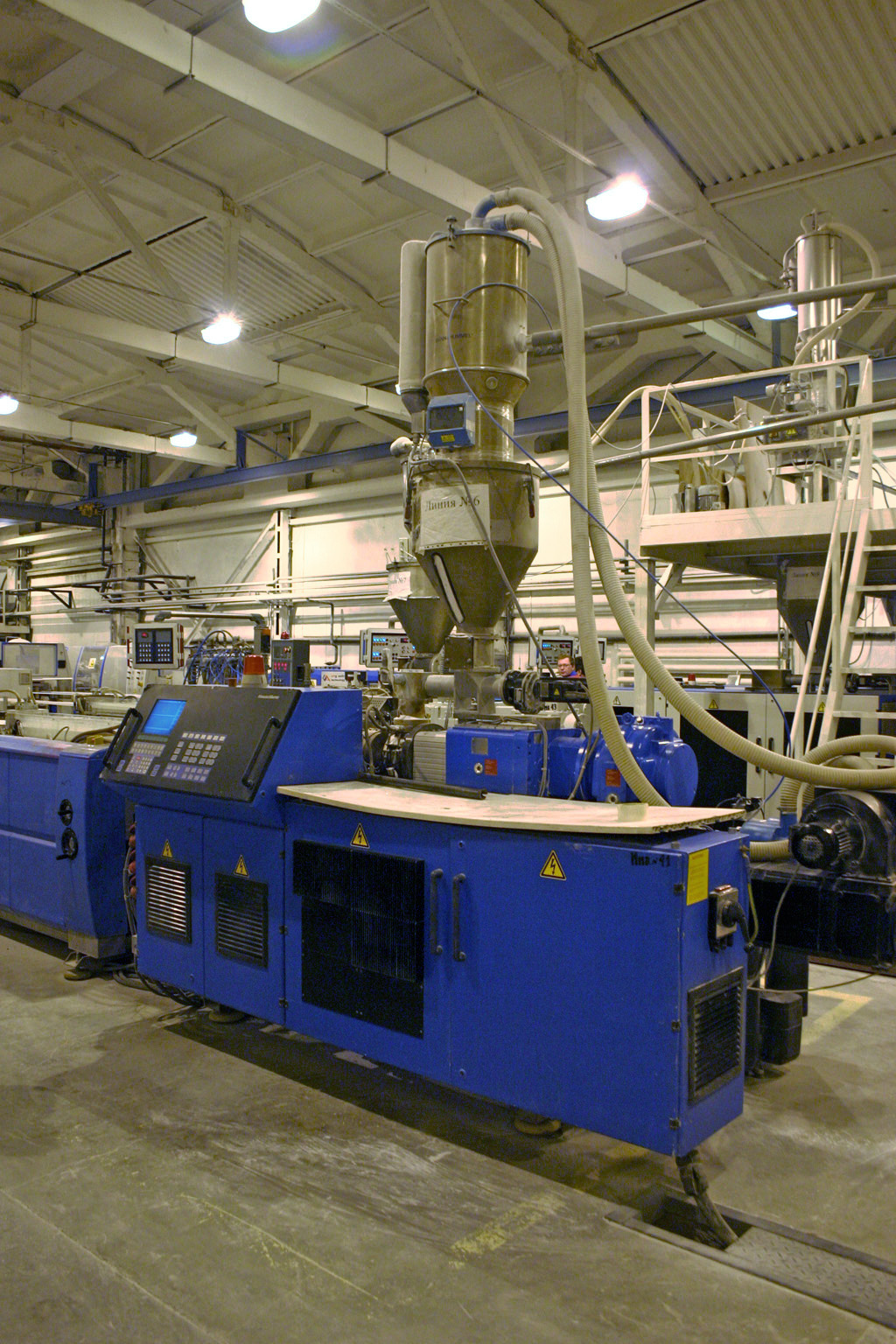
Extrudér pro výrobu plastových profilů

Při výrobě a zpracování plastů je použití extrudérů velmi frekventované. Pomocí extrudéru je možné vyrábět výrobky, které mají konstantní průřez, např. desky, truby a profily. Extrudér se též používá jako čerpadlo, které tekutý plast vstřikuje do formy. Miniaturní extrudér je rovněž součástí 3D tiskáren.
Pro zpracování plastů se nejčastěji používá šnekový extrudér, do kterého vstupuje plast ve formě granulátu. Těleso extrudéru je vyhřívané topnými články, díky čemuž se materiál v extrudéru roztaví (plastifikuje). Podle konkrétního použití může být extrudér vybaven dalšími systémy, např. systémem odsávání plynů, které by jinak v konečném produktu způsobovaly bubliny. Profil šneku může být přizpůsoben konkrétnímu typu materiálu (stoupání šnekovnice, hloubka, počet vinutí).

## Extruze při zpracování potravin

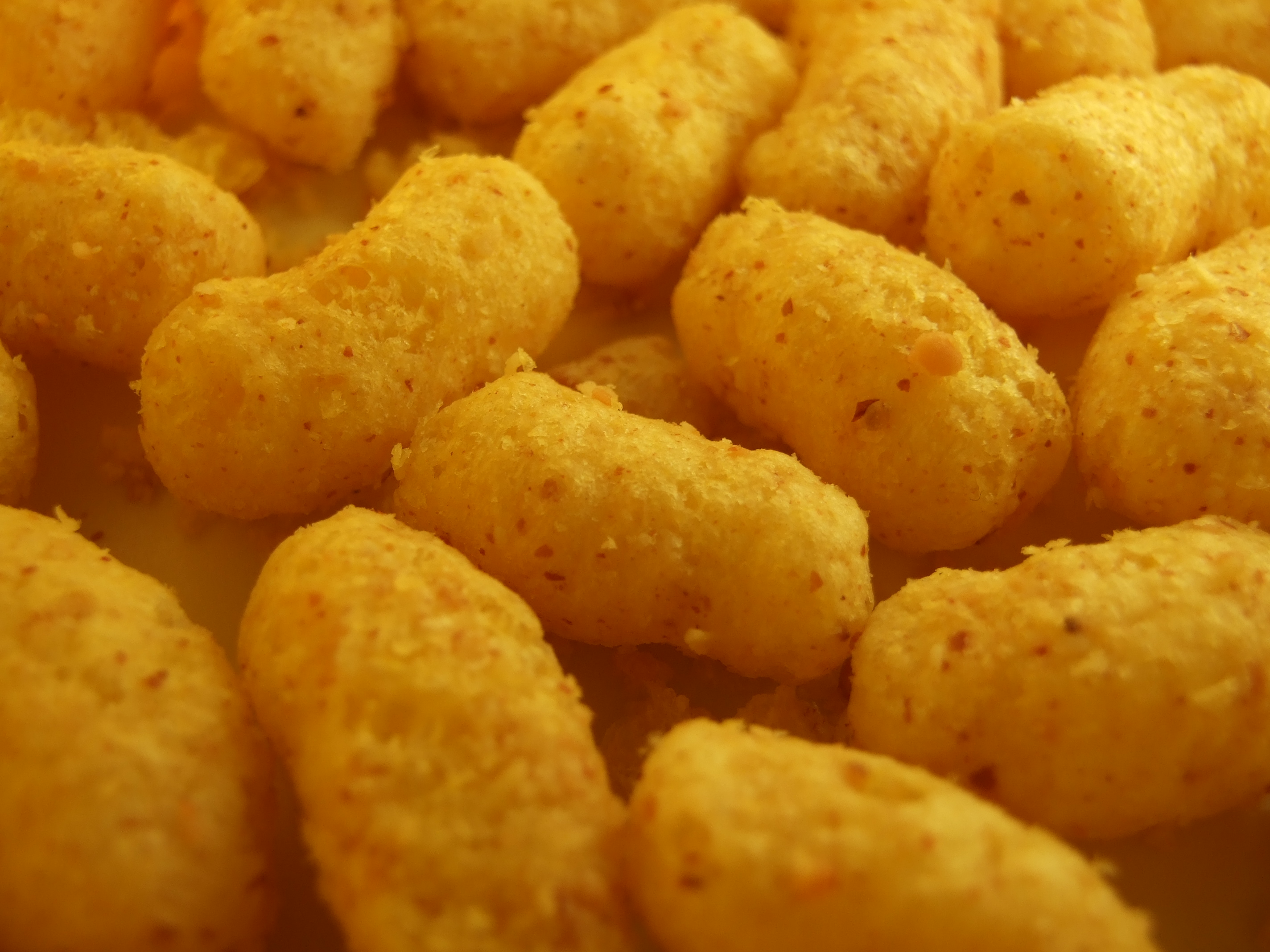
Arašídové křupky

Při zpracování potravin v sobě extruze integruje několik cílů, které se u jednotlivých druhů potravin mohou lišit. Jedná se o předúpravu (tepelnou úpravu a úpravu vlhkosti, popř. přidání kapalných složek), homogenizaci a formování do výsledného tvaru.
S pomocí extruze se vyrábí např.:
- žvýkačky a žvýkačkové bonbóny;
- těstoviny (špagety, makaróny, atd.);
- bramborové krokety, hranolky a další výrobky;
- křupky;
- čokoládové vločky;
- karamely;
- křehký chléb;
- různé snídaňové cereálie;
- texturované rostlinné proteiny (např. sójový texturát);

## Extruze při výrobě krmiv
Při výrobě krmiv se extruze považuje za moderní metodu šetrného zpracování, řadí se k metodám šetrné pasterizace (HTST, High Temperature Short Time = vysokoteplotní krátkodobé zpracování). Při využití extruze se sledují především následující cíle:
- odstranění antinutričních látek (u sóji deaktivace inhibitoru trypsinu);
- sterilizace, hygienizace;
- přeměna proteinů na formu vhodnější pro trávení u přežvýkavců („chráněný protein“)
- želatinizace škrobů pro dosažení jejich rozpustnosti;
- rozrušení vnitřní struktury, zpřístupnění živin pro trávení;
- úprava vlhkosti, dávkování tuků;
- formování do požadovaného tvaru;
- řízená expandace, dosažení požadované hustoty výsledného produktu.

Zpracování krmiv extruzí se nejčastěji používá v případech zpracování sóje a výroby krmiv pro psy, kočky a ryby.

### Extruze sóji
Při extruzi sóji se sleduje především odstranění antinutričních látek (deaktivace inhibitoru trypsinu, snížení aktivity ureázy). Antinutriční látky brání trávení sóji a syrová sója se tedy jako krmivo nedá použít, vyžaduje tepelnou úpravu. Při extruzi se dosahuje rychlého nárůstu tlaku a teploty v extrudéru, typicky na 135 °C, což pro eliminaci antinutričních látek dostačuje. Tato teplota působí jen velmi krátkou dobu (sekundy), díky čemuž zůstane zachována většina termolabilních živin. Výsledný produkt se označuje jako plnotučná extrudovaná sója. Alternativně je možné extrudovanou sóju dále lisovat na šnekových lisech, čímž se získává sójový olej a sójové výlisky (krmná složky s nižším obsahem tuku).

### Výroba krmiv pro psy / kočky
Krmiva pro psy, kočky se vyrábějí extruzí, vstupní surovinou je směs s obsahem mletého masa, sušeného mléka, obilná (škrobová) složka a další přísady. Během extruze se vstřikováním vody nebo páry upravuje vlhkost a vstřikováním rostlinného oleje nebo živočišného tuku se upravuje obsah tuku. Extruzí se sleduje želatinizace škrobové složky, dále kvalitní homogenizace, expandace a vytvarování granulí požadované velikosti a tvaru na výstupní matrici extrudéru. Granule se následně suší, nastřikují se na ně další kapalné složky na bázi rostlinných olejů nebo vody. Nakonec se granule ochlazují na skladovací teplotu a zabalí do spotřebitelských obalů.

### Výroba krmiv pro ryby
Postup i použité technologie jsou shodné s výrobou krmiv pro psy. U krmiv pro ryby se obecně používá vyšší podíl tuků. Podle cílového druhu ryby se řízenou expandací granulí dosáhne buď granulí plovoucích, granulí vznášejících se ve vodě (o stejné hustotě, jako má voda) nebo granulí, které klesají ke dnu.
Vyrábějí se i granule velmi malých rozměrů, cca od průměru 1–2 mm.

## Extruze při výrobě léčiv
Ve farmaceutickém průmyslu se používá extruze přes nano-porózní polymetrické filtry k výrobě suspenzí tukových vezikul lipozomů nebo transferomů o určitém specifickém rozměru. Pomocí extruze se například připravuje lék proti rakovině Doxorubicin v dopravním systému lipozomů. Extruze za tepla se používá při přípravě tuhých tablet pro orální užívání u léčiv se špatnou rozpustností a biologickou dostupností. Extruze za tepla zajistí molekulární disperzi špatně rozpustných látek v polymerovém nosiči, čímž se zvýší stupeň rozpustnosti a biologická dostupnost. Tento proces zahrnuje aplikaci tepla, tlaku a intenzívního míchání materiálu a protlačení materiálu přes matrici. K tomu se používají dvoušnekové extrudéry s vysokým účinkem střižných sil, které zajistí intenzívní promíchání materiálů a rozbití jejich částic. Výsledné částice se mohou spojovat s pojidly a lisovat do tablet nebo plnit do kapslí.